# Minneola (Floride)
Pour les articles homonymes, voir Minneola (homonymie).
Minneola est une ville américaine située dans le comté de Lake en Floride.

## Démographie
| 1930 | 1940 | 1950 | 1960 | 1970 | 1980 |
| ---- | ---- | ---- | ---- | ---- | ---- |
| 185  | 269  | 399  | 684  | 878  | 851  |

| 1990  | 2000  | 2010  | - | - | - |
| ----- | ----- | ----- | - | - | - |
| 1 515 | 5 435 | 9 403 | - | - | - |

Selon le recensement de 2010, Minneola compte 9 403 habitants. La municipalité s'étend sur 10,71 milles carrés (27,74 km2), dont 10,34 milles carrés (26,78 km2) de terres.